# David Rittich
David Rittich (* 19. August 1992 in Jihlava) ist ein tschechischer Eishockeytorwart, der seit Juli 2023 bei den Los Angeles Kings in der National Hockey League unter Vertrag steht. Zuvor verbrachte er in der NHL bereits etwa fünf Jahre in der Organisation der Calgary Flames und spielte kurzzeitig für die Toronto Maple Leafs, Nashville Predators und Winnipeg Jets.

## Karriere
David Rittich durchlief in seiner Jugend die Nachwuchsabteilungen des HC Dukla Jihlava aus seiner Heimatstadt. Die Saison 2008/09 verbrachte er zum Teil leihweise in der U18 des HC Havířov, kehrte in der Folge aber nach Jihlava zurück und hütete für dessen U20 bis 2012 in der höchsten Juniorenliga Tschechiens das Tor. Zudem debütierte er im Laufe der Spielzeit 2011/12 für die Herrenmannschaft des HC Dukla Jihlava in der 1. Liga Tschechiens, der zweithöchsten Spielklasse des Landes. Anschließend kam Rittich regelmäßig in der 1. Liga zum Einsatz, wobei er sich in der Saison 2012/13 noch regelmäßig mit Filip Novotný abwechselte, bevor er 2013/14 zum ersten Torhüter Jihlavas aufstieg.
Im Juni 2014 wurde der Tscheche vom BK Mladá Boleslav aus der Extraliga verpflichtet. In der höchsten Liga des Landes absolvierte der Torhüter in seiner Debütsaison 23 Spiele und kam dabei auf einen Gegentorschnitt von 3,15 sowie eine Fangquote von 89,2. Parallel dazu lief er weiterhin leihweise für seinen Heimatverein auf, für den er in der Folge auch in den Playoffs im Tor stand. Mit Beginn der Saison 2015/16 etablierte sich Rittich im Tor des BK Mladá Boleslav und bestritt 48 von 52 Spielen der regulären Saison.
Im Juni 2016 wurde der Torwart von den Calgary Flames aus der National Hockey League (NHL) mit einem Einjahresvertrag ausgestattet, ohne zuvor in einem NHL Entry Draft berücksichtigt worden zu sein. Erwartungsgemäß setzten ihn die Flames vorerst bei ihrem Farmteam, den Stockton Heat, in der American Hockey League (AHL) ein, wo er sich die Spielzeit mit Jon Gillies teilte. Im April 2017 gab er schließlich sein NHL-Debüt für Calgary, als er Brian Elliott für die letzten 20 Minuten im Spiel gegen die San Jose Sharks ersetzte. Im Verlauf der Folgesaison 2017/18 erspielte sich Rittich die Position des Backups hinter Mike Smith im NHL-Aufgebot der Flames, die zuvor Eddie Läck innehatte. Bereits im Folgejahr bestritten beide Torhüter in etwa die gleiche Anzahl von Partien, sodass der Tscheche im Juli 2019 einen neuen Zweijahresvertrag in Calgary unterzeichnete, der ihm ein durchschnittliches Jahresgehalt von 2,75 Millionen US-Dollar einbringen soll. In der anschließenden Spielzeit 2019/20 wurde Rittich gegenüber dem neu verpflichteten Cam Talbot zum Stammtorwart der Flames.
Diese Position wiederum verlor er im Folgejahr an Jacob Markström, bevor er im April 2021 im Tausch für ein Drittrunden-Wahlrecht im NHL Entry Draft 2022 zu den Toronto Maple Leafs transferiert wurde. Die Flames übernahmen dabei weiterhin die Hälfte seines Gehalts. In Toronto beendete er die Saison 2020/21, bevor er sich als Free Agent den Nashville Predators anschloss. In gleicher Weise wechselte er im Juli 2022 zu den Winnipeg Jets sowie im Juli 2023 zu den Los Angeles Kings.

### International
Für die tschechische Nationalmannschaft debütierte Rittich im Rahmen der Euro Hockey Tour 2017/18, bevor er wenig später auch bei der Weltmeisterschaft 2018 im Kader stand und dabei mit dem Team den siebten Platz belegte.

## Erfolge und Auszeichnungen
- 2020 Teilnahme am NHL All-Star Game

## Karrierestatistik
Stand: Ende der Saison 2024/25

### International
Vertrat Tschechien bei:
- Weltmeisterschaft 2018

(Legende zur Torhüterstatistik: GP oder Sp = Spiele insgesamt; W oder S = Siege; L oder N = Niederlagen; T oder U oder OT = Unentschieden oder Overtime- bzw. Shootout-Niederlage; Min. = Minuten; SOG oder SaT = Schüsse aufs Tor; GA oder GT = Gegentore; SO = Shutouts; GAA oder GTS = Gegentorschnitt; Sv% oder SVS% = Fangquote; EN = Empty Net Goal; 1 Play-downs/Relegation; Kursiv: Statistik nicht vollständig)